# Jan Steffen Bartstra
Jan Steffen Bartstra, (Westerbork, 30 juni 1887 - Haarlem, 19 november 1962) was een Nederlandse historicus.
Bartstra, zoon van predikant Steffen Bartstra, bezoekt het gymnasium te Sneek, waar hij actief is in het verenigingsleven en de propaganda op het gebied van de drankbestrijding en het religieus socialisme. Hij studeert Nederlandse letteren te Leiden. Na zijn doctoraal examen in 1912 zou hij bij Carel Hendrik Theodoor Bussemaker promoveren, maar Bussemaker overleed in 1914. In 1913 wordt hij leraar aan het gymnasium te Schiedam.
Bij Hajo Brugmans, hoogleraar aan de Universiteit te Amsterdam, promoveert hij in 1928. In 1938 wordt hij door het curatorium tweede geplaatst op de voordracht voor de leerstoel algemene geschiedenis aan de Universiteit van Amsterdam; in 1939 weigert hij die voor vaderlandse geschiedenis.
In 1950 ontvangt hij de Prijs voor Meesterschap van de Maatschappij der Nederlandse Letterkunde en in 1952 wordt hij benoemd tot lid van de Koninklijke Nederlandse Akademie van Wetenschappen, (KNAW).